# Cottus hypselurus
Cottus hypselurus är en fiskart som beskrevs av Robins och Robison, 1985. Cottus hypselurus ingår i släktet Cottus och familjen simpor. Inga underarter finns listade i Catalogue of Life.